# Esfandiar Baharmast
Esfandiar Baharmast (1954. március 11. –) amerikai nemzetközi  labdarúgó-játékvezető. Nemzetközi megnevezése: Esfandiar "Esse" Baharmast.

## Pályafutása

### Nemzeti játékvezetés
1991-ben minősítették az MLS bajnokság játékvezetőjének. Az aktív nemzeti játékvezetéstől 1998-ban búcsúzott el.

#### Nemzeti kupamérkőzések
Vezetett Kupa-döntők száma: 1.

##### MLS Kupa
| Időpont           | Helyszín                          | Mérkőzés típusa | Mérkőzés                                     | Eredmény | Nézők száma |
| ----------------- | --------------------------------- | --------------- | -------------------------------------------- | -------- | ----------- |
| 1996. október 20. | Foxborough Stadion, Massachusetts | döntő           | Los Angeles Galaxy–(AET) D.C. United Foxboro | 2 : 3    | 34 643      |

### Nemzetközi játékvezetés
Az Amerikai labdarúgó-szövetségének Játékvezető Bizottsága (JB) terjesztette fel nemzetközi játékvezetőnek, a Nemzetközi Labdarúgó-szövetség (FIFA) 1993-tól tartotta nyilván bírói keretében. Több válogatott és nemzetközi klubmérkőzést vezetett. Az amerikai nemzetközi játékvezetők rangsorában, a világbajnokság-Amerika-bajnokság sorrendjében az 1. helyet foglalja el 10 találkozó szolgálatával. Az aktív nemzetközi játékvezetéstől 1998-ban elbúcsúzott.

#### Világbajnokság
A világbajnoki döntőhöz vezető úton Franciaországba a XVI., az 1998-as labdarúgó-világbajnokságra a FIFA JB játékvezetői szolgálattal bízta meg. Ő volt az első amerikai labdarúgó-játékvezető, aki világbajnokságon aktív feladatot kapott. A Brazília – Norvégia találkozó utolsó perceiben egy, a büntetőterületen elkövetett visszahúzásért közvetlen szabadrúgást, büntetőrúgást ítélt. A brazil sportvezetés és sajtójuk azonnali durva támadást indítottak ellene, vereségük igazolásáért. A következő nap nyilvánosságra került egy eddig látatlan tévéfilmfelvétel amely új fényképezőgépszögből megmutatta, hogy a helyes döntést hozott. Világbajnokságon vezetett mérkőzéseinek száma: 2.

##### 1998-as labdarúgó-világbajnokság

###### Selejtező mérkőzés
| Időpont              | Helyszín                               | Mérkőzés típusa   | Mérkőzés           | Eredmény | Nézők száma |
| -------------------- | -------------------------------------- | ----------------- | ------------------ | -------- | ----------- |
| 1997. szeptember 10. | Nemzeti Stadion, Lima                  | Dél-Amerikai zóna | Peru–Uruguay       | 2 : 1    | 34 721      |
| 1997. október 12.    | Defensores del Chaco Stadion, Asunción | Dél-Amerikai zóna | Paraguay–Venezuela | 1 : 0    | 35 000      |
| 1997. november 1.    | Központi Stadion, Szöul                | Ázsia (AFC) zóna  | Dél-Korea–Japán    | 0 : 2    |             |

###### Világbajnoki mérkőzés
| Időpont          | Helyszín                     | Mérkőzés típusa              | Mérkőzés              | Eredmény | Nézők száma |
| ---------------- | ---------------------------- | ---------------------------- | --------------------- | -------- | ----------- |
| 1998. június 13. | Beaujoire Stadion, Nantes    | csoportmérkőzés (D. csoport) | Spanyolország–Nigéria | 2 : 3    | 33 257      |
| 1998. június 23. | Vélodrome Stadion, Marseille | csoportmérkőzés (A. csoport) | Brazília–Norvégia     | 1 : 2    | 55 000      |

#### Amerika Kupa
Bolíviába rendezték az 1997-es Copa América labdarúgó torna 38. kiírását, ahol a CONMEBOL JB bíróként foglalkoztatta.
| Időpont          | Helyszín                                        | Mérkőzés típusa        | Mérkőzés            | Eredmény | Nézők száma |
| ---------------- | ----------------------------------------------- | ---------------------- | ------------------- | -------- | ----------- |
| 1997. június 16. | Ramón Aguilera Stadion, Santa Cruz de la Sierra | selejtező (C. csoport) | Kolumbia–Costa Rica | 4 : 1    | 25 000      |

#### Arany Kupa
Mexikóa 3., az 1996-os CONCACAF-aranykupa, az Egyesült Államok a 4., az 1998-as CONCACAF-aranykupa labdarúgó tornát rendezte, ahol a CONCACAF JB játékvezetőként foglalkoztatta.

##### 1996-os CONCACAF-aranykupa

###### CONCACAF-aranykupa mérkőzés
| Időpont          | Helyszín                       | Mérkőzés típusa              | Mérkőzés                                     | Eredmény | Nézők száma |
| ---------------- | ------------------------------ | ---------------------------- | -------------------------------------------- | -------- | ----------- |
| 1996. január 11. | Jack Murphy Stadion, San Diego | csoportmérkőzés (A. csoport) | Mexikó–Saint Vincent és a Grenadine-szigetek | 5 : 0    | 15 352      |
| 1996. január 19. | Jack Murphy Stadion, San Diego | egyik elődöntő               | Mexikó–Guatemala                             | 1 : 0    | 42 221      |

##### 1998-as CONCACAF-aranykupa

###### CONCACAF-aranykupa mérkőzés
| Időpont          | Helyszín                   | Mérkőzés típusa              | Mérkőzés         | Eredmény | Nézők száma |
| ---------------- | -------------------------- | ---------------------------- | ---------------- | -------- | ----------- |
| 1998. február 3. | Orange Bowl Stadion, Miami | csoportmérkőzés (A. csoport) | Brazília–Jamaica | 0 : 0    | 43 754      |
| 1998. február 7. | VárosiStadion, Oakland     | csoportmérkőzés (B. csoport) | Mexikó–Honduras  | 2 : 0    | 36 240      |

#### Olimpia
Amerikában rendezték a XXVI., az 1996. évi nyári olimpiai játékok labdarúgó tornájának döntőit, ahol a FIFA bírói szolgálattal bízta meg.

##### 1996. évi nyári olimpiai játékok
| Időpont          | Helyszín                    | Mérkőzés típusa              | Mérkőzés                | Eredmény | Nézők száma |
| ---------------- | --------------------------- | ---------------------------- | ----------------------- | -------- | ----------- |
| 1996. július 22. | Orange Bowl, Stadion, Miami | csoportmérkőzés (B. csoport) | Ausztrália–Szaúd-Arábia | 2 : 1    | 5 997       |
| 1996. július 25. | Orange Bowl, Stadion, Miami | csoportmérkőzés (D. csoport) | Brazília–Nigéria        | 1 : 0    | 55 650      |
| 1996. július 30. | Sanford Stadion, Athens     | egyik elődöntő               | Portugália–Argentína    | 0 : 2    | 78 212      |

## Sportvezetőként
1998-tól az USA Labdarúgó-szövetség igazgatója. 2003-tól a FIFA instruktora, a CONCACAF Játékvezető Bizottsága (JB) tagja. A FIFA megbízásából több nemzetközi labdarúgó torna – 2003-ban az U17 világbajnokságon Finnországban-, 2005-ben az U20 világbajnokságon Hollandiában és 2007-ben Kanadában-, 2006-ban a Németországi világbajnokságon és 2008-ban a kínai nyári olimpia labdarúgó tornáján - műszaki igazgatójaként tevékenykedett. Jelenleg a FIFA Játékvezetői Talent programjában oktatóként tevékenykedik, valamint a 2010-es Dél-Afrikai világbajnokság előkészítő bizottságának tagja.